# اتوی دوم
اتوی دوم(به آلمانی: Otto II) (۹۵۵ میلادی - ۹۸۳ میلادی) ملقب به سرخ، دومین امپراتور مقدس روم از ۹۷۳ میلادی تا هنگام مرگش در سال ۹۸۳ میلادی بود.
در سال ۹۶۷ میلادی پاپ ژان سیزدهم در رم، تاج امپراتوری را بر سر وی گذارد. در این زمان پدر وی همچنان زنده بود و وی به اشتراک با پدر، امپراتور شمرده شد. از همین رو عملاً قدرتی تا هنگام مرگ پدر نداشت.

## سال‌های نخست
اتوی دوم در ۱۴ آوریل سال ۹۷۲ میلادی در رم با تئوفانو، خواهرزاده ژان یکم، امپراتور بیزانس پیمان زناشویی بست.

## امپراتوری
اتوی دوم ماه مه سال ۹۷۳ میلادی با مرگ پدرش، به حکومت رسید.
در ابتدا تلاش کرد برای پایان دادن به تهاجمات غارت‌گرانه اعراب مسلمان، از راه دیپلماتیک وارد شود. از این رو از خلیفه قرطبه خواست اعراب مستقر در مناطق جنوبی پروانس را بیرون بکشد. با عدم حصول نتیجه، قصد کرد به پناهگاه آن‌ها در فرخشنيط‎ لشکر بکشد که این امر هیچگاه عملی نشد.

### ایتالیا
اتوی دوم با وجود تباری ساکسون، خود را وارث سزارها در ایتالیا می‌دانست. از این رو جهت سلطه بر جنوب ایتالیا سپاهی را که از اقلیم‌های مختلف جمع‌آوری کرده بود، در اقدامی نابخردانه، تابستان سال ۹۸۲ میلادی به جنگ مسلمانان فرستاد و در ماه ژونیه شکست تحقیر آمیزی در ساحل شرقی کالابریا از آنان متحمل شد.